# Ungerns damlandslag i vattenpolo
Ungerns damlandslag i vattenpolo (ungerska: Magyar női vízilabda-válogatott) representerar Ungern i vattenpolo på damsidan. Laget blev världsmästarinnor 1994 och 2005.
Laget blev även Europamästarinnor 1991, 2001 och 2016.

## Medaljer

### VM[6]
| Ort och år     | Placering |
| -------------- | --------- |
| Rom 1994       |           |
| Fukuoka 2001   |           |
| Montréal 2005  |           |
| Barcelona 2013 |           |
| Budapest 2022  |           |
| Doha 2024      |           |
| Singapore 2025 |           |

### EM
| Ort och år      | Placering |
| --------------- | --------- |
| Oslo 1985       |           |
| Strasbourg 1987 |           |
| Bonn 1989       |           |
| Aten 1991       |           |
| Leeds 1993      |           |
| Wien 1995       |           |
| Budapest 2001   |           |
| Ljubljana 2003  |           |
| Belgrad 2006    |           |
| Málaga 2008     |           |
| Eindhoven 2012  |           |
| Budapest 2014   |           |
| Belgrad 2016    |           |
| Budapest 2020   |           |